# Садова (Україна)

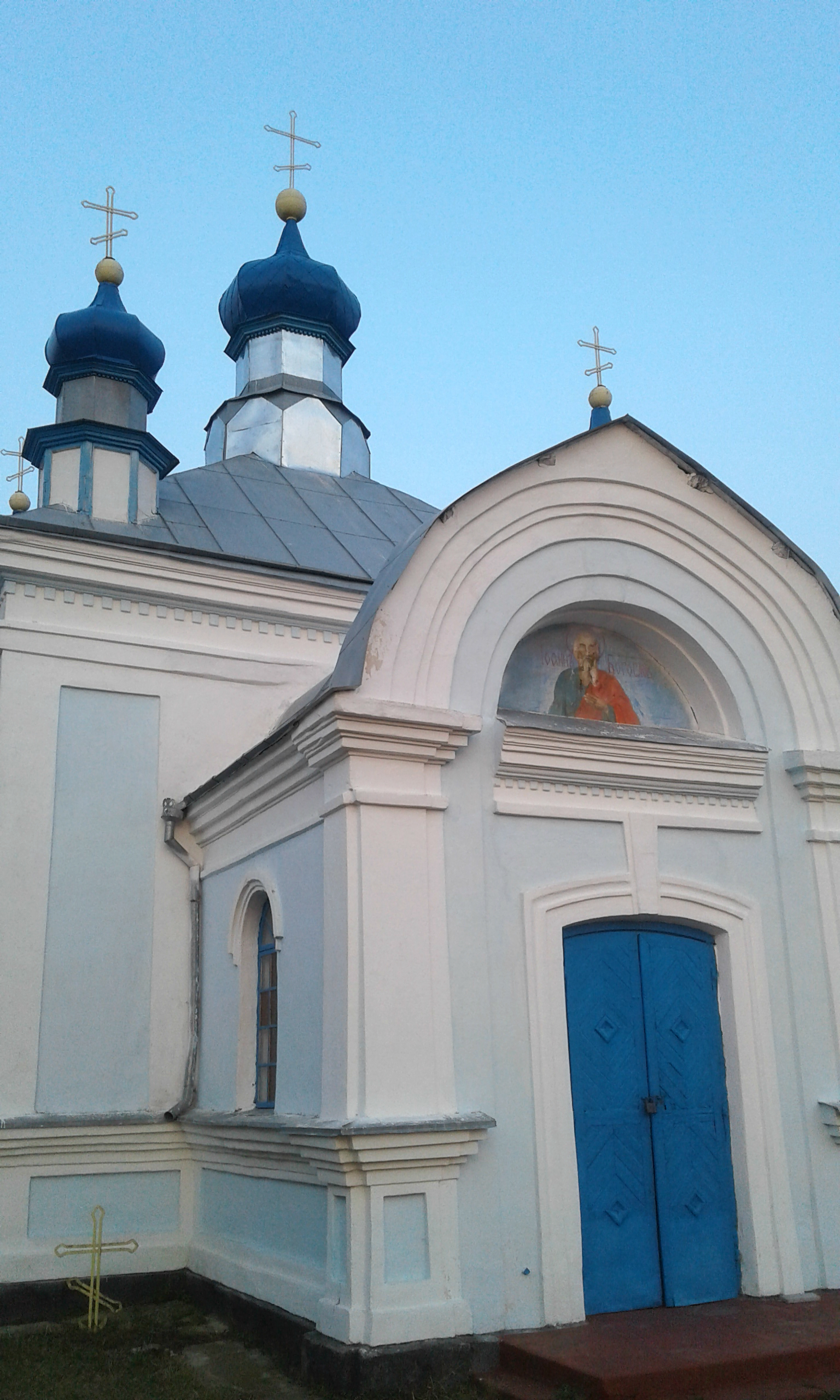
Церква на честь Св. Іоанна Богослова в Садовій

Садо́ва — село в Україні, у Вендичанській селищній громаді Могилів-Подільського району Вінницької області. Населення становить 354 особи.

## Географія
Село розташоване на правому березі річки Дерло — лівої притоки Дністра.

## Історія
Село розкинулося на косогорах і частково в долині на правому березі річки Дерло — за 15 верст від повітового міста Могилів-Подільський, де Дерло впадає у Дністер. У книзі «Парафії та церкви Подільської єпархії», виданій 1901 року за редакцією Юхима Сіцінського, зазначено: «Наприкінці XVIII століття Садова належала Комарам, потім послідовно переходила до Петра Березовського, Старицького, а у 1870-х роках — до попечителя Київського навчального округу Платона Олександровича Антоновича, спадкоємцям якого належить і тепер».
В часи Російської імперії Садова входила до Могилівського повіту Подільської губернії. У липні 1869 року маєток у Садовій придбав український письменник Михайло Старицький. Перед тим, у січні 1869 року, він продав свій невеличкий маєток на Полтавщині. Перезимувавши у Києві, Старицькі навесні 1870 року переїхали в Садову.
У Садовій Старицькі зазимували, бо так порадили Михайлові Петровичу лікарі. Хоча взимку, припускають дослідники, Старицькі жили, мабуть, у повітовому Могилеві.
На цей час 30-річний Старицький уже був відомий як поет і перекладач (його вірші публікувалися в журналах і газетах, починаючи з 1865 року). Живучи в Садовій, поет продовжив роботу над перекладами, зокрема сербських народних дум. З оригінальних віршів Михайло Петрович написав у Садовій, певно, деякі любовні та пейзажні вірші: «Виклик», «Ой, і де ти, зіронько», «Вечір», «Тихо, ясно». 
Перлиною любовної лірики Старицького є вірш «Виклик», більше відомий за першим рядками: «Ніч яка, господи, місячна, зоряна! Ясно, хоч голки збирай. Вийди, коханая, працею зморена, хоч на хвилиночку в гай!» В автографі зазначено дату написання — 1870 рік. А надруковано вірш було значно пізніше — 1883 рік у другій частині збірки «З давнього зшитку. Пісні і думи». Покладений на музику Миколою ЛИСЕНКОМ, вірш став улюбленою народною піснею, популярною і нині.
Восени 1871 року Старицький повернувся до Києва, де й провів зиму. А на літо із сім'єю знову переїхав до Садової. Тут його часто відвідували Микола Лисенко, інші київські друзі.
У червні 1875 року він продав маєток.
7 (20) листопада 1917 року, відповідно до Третього Універсалу Української Центральної Ради, увійшло до складу Української Народної Республіки.
12 червня 2020 року, відповідно до Розпорядження Кабінету Міністрів України від № 707-р «Про визначення адміністративних центрів та затвердження територій територіальних громад Вінницької області», увійшло до складу Вендичанської селищної громади.
19 липня 2020 року, в результаті адміністративно-територіальної реформи та ліквідації Могилів-Подільського району (1923 — 2020), село увійшло до складу новоутвореного Могилів-Подільського району.

## Населення

### Мова
Розподіл населення за рідною мовою за даними :
| Мова       | Кількість | Відсоток |
| ---------- | --------- | -------- |
| українська | 353       | 99.72%   |
| румунська  | 1         | 0.28%    |
| Усього     | 354       | 100%     |

## Відомі люди
Народилися
- Іван Донич (нар. 1952) — український письменник, художник.